# Рёшман, Доротея
Доротея Рёшман (нем. Dorothea Röschmann, 17 июня 1967, Фленсбург, Шлезвиг-Гольштейн) — немецкая певица (сопрано).

## Дебют
С детства пела в Баховском хоре Фленсбурга. Начала учиться музыке в 1979 году, занималась в Гамбурге, Бремене, Лос-Анджелесе, Нью-Йорке, Лондоне. Дебютировала в роли Сюзанны в опере «Женитьба Фигаро» (Зальцбург, 1995 год, дирижёр Николаус Арнонкур). Затем с успехом выступила в той же роли в Мюнхене (1996 и 1998 годах).

## Творческая деятельность
Постоянная участница фестивалей старинной музыки в Иннсбруке, Генделевских фестивалей в Гёттингене и Халле. Пять лет выступала в труппе Немецкой государственной оперы в Берлине. Пела в операх А. Кальдары, А. Скарлатти, Моцарта, Чимарозы, К. М. Вебера, Бетховена, Бизе, Р. Вагнера, Пуччини, Стравинского. Выступала с сольными концертами в Нью-Йорке, Чикаго, Вене, Штутгарте, Гамбурге, Лейпциге, Дрездене, Кёльне, Утрехте, Брюсселе, Равенне, Лондоне, Хайфе. Известны и записаны её исполнения «Рождественской оратории» Баха, «Орфея» Телемана, «Мессии» и «Немецких арий» Генделя, песен Шумана, Шуберта и др.

## Партнёры
Работала с такими дирижёрами, как Николаус Арнонкур, Даниэль Баренбойм, Джон Элиот Гардинер, Рене Якобс, Клаудио Аббадо, сэр Невилл Марринер, Чарльз Маккеррас, Тон Копман, Филипп Херревеге, Сигизвальд Кёйкен, Фабио Бьонди и др. Выступала и записывала диски с Томасом Квастхоффом, Й. Бостриджем, Кристиной Шефер, Вивикой Жено, Анной Нетребко, Бо Сковхусом, Дэвидом Дэниэлсом  и др.

## Видеозаписи
- «Волшебная флейта» Вольфганта Амадея Моцарта (Памина); реж. Бенно Бессон, дир. Иван Фишер.

## Признание
Премия Грэмми (2002), премия «Эхо-Классик» (2003).